# Journalsystem
Journalsystem eller datorjournalsystem är ett digitalt administrativt verktyg där patienters personliga uppgifter och hälsoinformation lagras, dokumenteras och hanteras. Systemen används av vårdpersonal för att registrera allt från patientens medicinska historia, diagnoser, behandlingar och medicinering till laboratorieresultat och andra kliniska uppgifter. Syftet med ett journalsystem är att underlätta kommunikationen mellan vårdpersonal, förbättra patientsäkerheten och säkerställa att korrekt information alltid finns tillgänglig vid patientbesök.
Moderna journalsystem är ofta integrerade med andra vårdsystem, såsom recepttjänster och laboratorieinformation. De kan också innehålla funktioner för beslutsstöd, vilket hjälper vårdgivare att fatta evidensbaserade beslut om patientvård. Ett välfungerande journalsystem kan bidra till att förbättra arbetsflödet inom vården och minska risken för felaktigheter.
Dataskydd och säkerhet är viktiga aspekter av journalsystem, eftersom de hanterar känslig patientinformation. Det finns därför strikta lagar och regler, såsom GDPR i Europa, som styr hur data får hanteras och lagras.
Ett exempel på de största journalsystem är nationell patientöversikt (NPÖ).

## Jämförelse med pappersanteckningar
Även om det fortfarande pågår heta debatter om de elektroniska patientjournalernas överlägsenhet över pappersbaserade, ger forskningslitteraturen en mer realistisk bild av deras fördelar och nackdelar. Handskrivna pappersjournaler kan vara svårläsliga, vilket kan bidra till medicinska fel.
Integreringen av elektroniska patientjournaler (EPJ) kan avsevärt hjälpa en klinik att öka effektiviteten, eftersom digitala medicinska verktyg kan hjälpa personalen att spara tid och automatisera en betydande del av monotona uppgifter. Elektroniska journaler kan hjälpa till att standardisera formulär, terminologi och datainmatning. Digitalisering av formulär underlättar datainsamling för epidemiologiska och kliniska studier.

## Patienters tillgång till elektroniska patientjournaler
Att ge patienter tillgång till information är en central del av patientcentrerad vård och har visat sig ha en positiv inverkan på behandlingsresultat. Att ge patienter tillgång till sina journaler, inklusive sjukdomshistorik och provresultat via elektroniska patientjournaler, är en laglig rättighet i vissa delar av världen.
Det finns bevis för att patienters tillgång kan hjälpa dem att förstå sina tillstånd och engagera sig aktivt i sin behandling. Till exempel kan tillgång för personer med typ 2-diabetes till sina elektroniska patientjournaler hjälpa dem att sänka sina blodsockernivåer. 
Problem med att ge patienter tillgång till elektroniska patientjournaler inkluderar risken för ökad förvirring eller oro om personen inte förstår eller kan sätta testresultaten i kontext. Dessutom är många elektroniska patientjournaler inte utformade för personer med olika utbildningsnivåer och tar inte hänsyn till behoven hos personer med lägre utbildningsnivå eller de som inte behärskar språket. Tillgång till elektroniska patientjournaler kräver en viss nivå av digital kompetens, vilket förvärrar ojämlikheten för dem som inte har tillgång eller lider av psykiska eller fysiska sjukdomar som begränsar deras tillgång till det elektroniska systemet.

## Olika journalsystem i Sverige
(både äldre och aktuella)
- AsynjaVisph
- BMS (journalsystem)
- Columna (Systematic)
- Cosmic (Cambio Healthcare Systems)
- Cross
- Infomedix (journalsystem)
- Journal3 (Profdoc)
- Medidoc
- Melior (journalsystem)
- MERIDIQ
- Millennium (journalsystem)
- NCS (journalsystem)
- Obstetrix
- PMO
- Takecare (journalsystem) (CGM)
- VAS (journalsystem)
- Webdoc (journalsystem) (Carasent)

I Sverige april 2025 förefaller Cosmic dominera bland regionerna (i 19 av 21 regioner) och i de övriga två regionerna (Västra Götalandsregionen och Region Skåne) planerar man för Millenium.